# جمعية كشافة باكستان
جمعية كشافة باكستان هي المنظمة الكشفية الوطنية في باكستان ولديها 526626 عضو (اعتبارا من 2011) وقد تأسست الحركة الكشفية في باكستان كجزء من الحقبة الهندية البريطانية وتأسست رسميا في عام 1947 مباشرة بعد الاستقلال عن بريطانيا وأصبح عضوا في المنظمة العالمية للحركة الكشفية في نيسان 1948.

## روابط خارجية
- الموقع الرسمي